# Ponte d'Asfeld

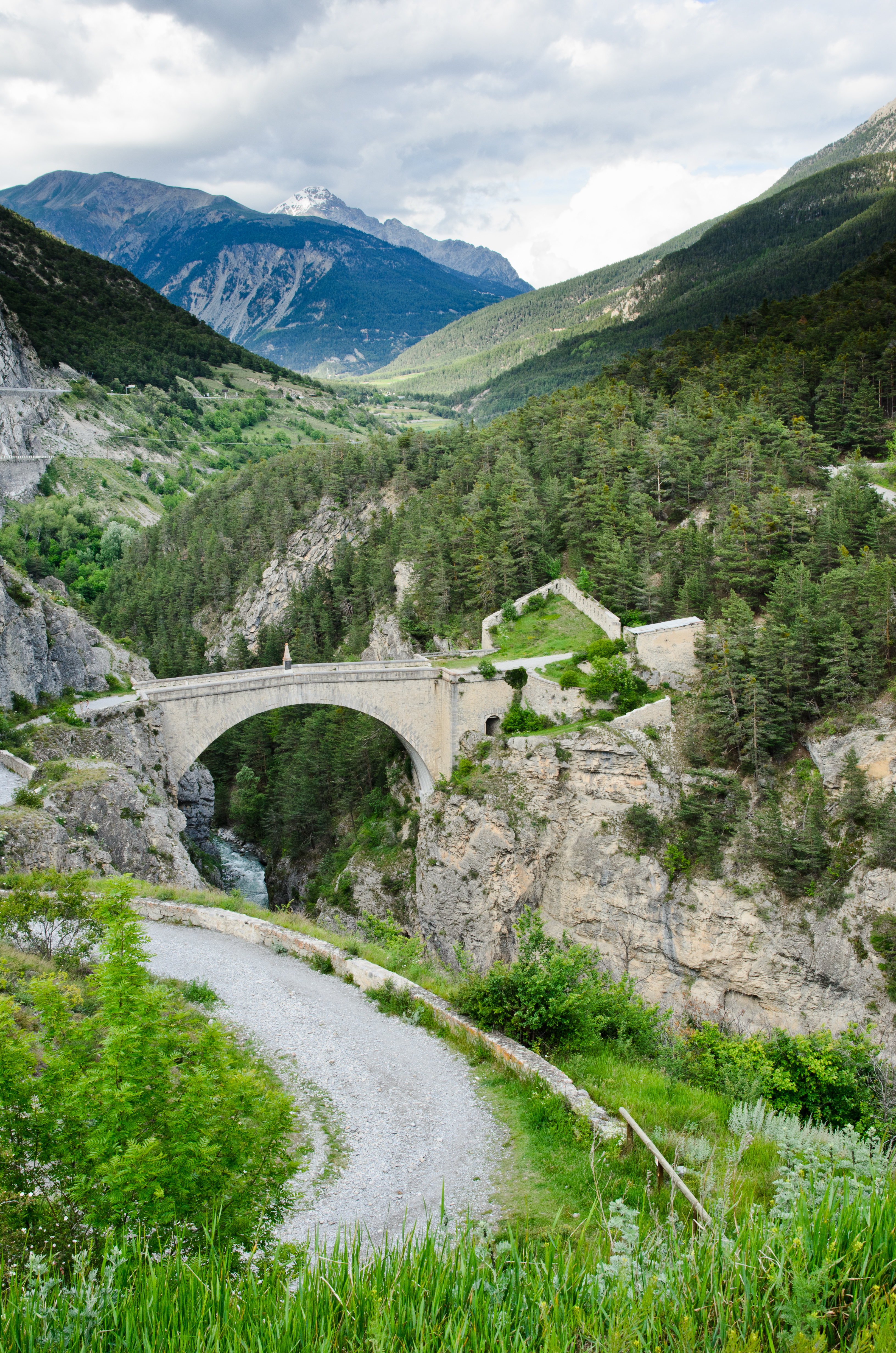
Il ponte nel suo ambiente

Il ponte d'Asfeld è un ponte tra le due pareti di una gola, al fondo della quale scorre la Durance, che consente così il collegamento diretto fra la città di Briançon con il forte Tre Teste. Deve la sua denominazione al Direttore generale delle Fortificazioni di Francia, maresciallo marchese Bidal d'Asfeld, che ne promosse la costruzione in muratura. Dal 2008 fa parte delle opere di fortificazione volute dal Vauban a difesa dei confini della regno di Francia, che hanno ottenuto dall'UNESCO la classificazione di Patrimonio dell'Umanità.

## Storia
Vauban visitò due volte Briançon, la prima nel 1692 dopo l'attacco subito da parte del duca di Savoia Carlo Emanuele II, che faceva parte della Lega degli Asburgo, ed una seconda nel 1700, in tempo di pace. Fu in questa occasione che egli redasse un rapporto intitolato «Nouveau projet de fortification pour la ville de Briançon du 24 août 1700». Vauban giustifica questo nuovo progetto con un preambolo al rapporto:
(Preambolo al Nuovo progetto di fortificazione per la città di Briançon de 24 agosto 1700 di Sébastien Le Prestre de Vauban)
Durante la guerra di successione spagnola le opere di fortificazione previste dal Vauban vennero realizzate frettolosamente utilizzando come materiale fascine impastate con terra. Il ponte, costruito nel 1707, non era che un ponticello in legno al quale si accedeva da un sentiero solo pedonale. Nel 1720 si decise di occupare le alture. Il marchese d'Asfeld, succeduto a Vauban e a Michel Le Peletier de Souzy come Direttore generale delle Fortificazioni di Francia, decise di far costruire un ponte in muratura. L'altezza della gola sul pelo d'acqua non permetteva l'erezione di un pilone per ridurre l'estensione della luce dell'arco. La costruzione ebbe inizio nel 1729. Si dovette innanzitutto preparare una strada di accesso, tagliandola nella roccia, per giungervi dalla città. Per montare l'arco di pietra si dovette realizzare una centina provvisoria in legno sulla quale poggiare le pietre fino alla chiave di volta dell'arco e per consentire i movimenti agli operai fu eretto un ponte provvisorio in legno. 
La preparazione delle basi di appoggio del ponte sulle sponde, poggianti sulle rocce, vennero utilizzate per spianare queste ultime, cariche di esplosivo. Dopo l'interruzione invernale dei lavori, questi ripresero il 20 aprile del 1730, con la posa della prima pietra, avvenuta con apposita cerimonia.  Le pietre componenti il ponte furono prese dal corso della Durance e lavorate in loco prima della messa in opera e ne furono necessari più di 2000 blocchi. Il 24 agosto 1730, dopo 127 giorni di lavoro, venne posata la chiave di volta e il piano stradale fu terminato nel 1731, dopodiché si provvide all'erezione dei parapetti. Fu notato che allo smontaggio dell'impalcatura in legno l'abbassamento della volta fu di soli due pollici. L'opera venne inaugurata nel 1734 e venne chiamata dagli abitanti "Ponte della comunicazione" ma anche "Ponte del diavolo"; gli venne subito assegnato il nome di colui che ne aveva disposto la costruzione.
L'ingegner Heuriance, nella sua memoria del 25 giugno 1742 scrisse:
(Dalla Memoria dell'ingegner Heuriance)
Quasi tre secoli dopo è giunto il riconoscimento mondiale dell'UNESCO.